# Clarence Acuña
Clárence Williams Acuña Donoso (født 8. februar 1975 i Rancagua, Chile) er en tidligere chilensk fodboldspiller (midtbane).
Acuña spillede i løbet af sin karriere for flere klubber i både Chile og udlandet. I hjemlandet spillede han blandt andet for Universidad de Chile, som han vandt to chilenske mesterskaber med, samt for Unión Española. Han var desuden i tre en halv sæson tilknyttet den engelske Premier League-storklub Newcastle United, og spillede også i Argentina hos Rosario Central.
Acuña spillede desuden 61 kampe og scorede tre mål for det chilenske landshold. Han repræsenterede sit land ved VM i 1998 i Frankrig. Her spillede han alle sit holds fire kampe i turneringen, hvor chilenerne blev slået ud i 1/8-finalen.